# Stiloculicoides vauclusensis
Stiloculicoides vauclusensis är en tvåvingeart som beskrevs av Clastrier 1993. Stiloculicoides vauclusensis ingår i släktet Stiloculicoides och familjen svidknott.
Artens utbredningsområde är Frankrike. Inga underarter finns listade i Catalogue of Life.